# Lepisorus suboligolepidus
Lepisorus suboligolepidus är en stensöteväxtart som beskrevs av Ren-Chang Ching. Lepisorus suboligolepidus ingår i släktet Lepisorus och familjen Polypodiaceae. Inga underarter finns listade.